# Ближин (гмина)
Бли́жин (пол. Bliżyn) — сельская гмина (волость) в Польше, входит как административная единица в Скаржиский повет, Свентокшиское воеводство. Население — 8656 человек (на 2006 год).

## Демография
| Перепись                       | Всего   | Всего | Женщины | Женщины | Мужчины | Мужчины |
| ------------------------------ | ------- | ----- | ------- | ------- | ------- | ------- |
| Единицы                        | человек | %     | человек | %       | человек | %       |
| Население                      | 8662    | 100   | 4424    | 51,1    | 4238    | 48,9    |
| Плотность населения (чел./км²) | 61,5    | 61,5  | 31,4    | 31,4    | 30,1    | 30,1    |

## Сельские округа
1. Ближын
2. Бжесце
3. Бугай
4. Дрожджув
5. Гилюв
6. Госткув
7. Гурки
8. Ястшембя
9. Копце
10. Куцембув
11. Мрочкув
12. Новки
13. Новы-Одровонжек
14. Одровонжек
15. Плачкув
16. Собутка
17. Солтыкув
18. Сорбин
19. Убышув
20. Войтынюв
21. Волув
22. Загуже
23. Зброюв

## Соседние гмины
1. Гмина Хлевиска
2. Гмина Лончна
3. Скаржиско-Каменна
4. Гмина Стомпоркув
5. Гмина Сухеднюв
6. Гмина Шидловец
7. Гмина Загнаньск